# 媚比琳
美寶蓮（英文：Maybelline）是一個化妝品牌，創辦于1915年，已经有百年品牌历史，現時由歐萊雅公司全資擁有。在世界90多个国家及城市中，「美宝莲纽约」已经成为对女性生产化妆品及护肤品的公司。

## 歷史
1917年，T.L. Williams看到他妹妹用凡士林塗抹在睫毛上，啟發他的靈感，將凡士林與炭粉調製成睫毛膏推出第一支公開銷售的的睫毛膏，結合他妹妹的名字(Mabel)和凡士林(Vaseline)的英文名稱，將公司取名為Maybeline。
美寶蓮是世上第一個生產「自動睫毛液」的廠商，當時的商品名為「Ultra Lash」。
1967年，T.L. Williams將公司被售與在田納西州孟菲斯市的Plough, Inc. (即今日的Schering-Plough)。因此，公司的整個化粧品生產線在短短一週內從芝加哥搬到孟菲斯市。1975年，公司再把工廠遷往阿肯色州首府小石城，直到今日依然在那裡。1990年，Schering-Plough把美寶蓮售與紐約一家投資公司──Wasserstein Perella，因此美寶蓮的總部又再遷往紐約，儘管他們的運作總部雖然仍留在孟菲斯市，直到有關地址於1996年售出為止。

## 品牌標語
- "Maybe She's Born With It. Maybe It's Maybelline."   （1991至今）
- "The power is in your hands."   （把握属于你的美）

Make It Happen

## 外部連結
- Maybelline美國官方網站 （页面存档备份，存于）（英文）
- Maybelline台灣官方網站 （页面存档备份，存于）（中文）
  - 台灣媚比琳的Facebook專頁
  - YouTube上的媚比琳頻道